# Таворска светлина
Таворската светлина е светлина, която според Новия завет се излъчва от Иисус Христос при неговото Преображение на планината Тавор (другата свещена планина). Показва, че
Иисус е Божият Син и Спасителят. [Мат. 17:1 – 2][Марк. 9:1 – 3][Лук. 9:28 – 29]
Таворската светлина става предмет на теологически спорове през XIV век, когато привърженикът на исихазма Григорий Палама твърди, че тя е несътворена, докато противниците му не са съгласни. Доктрината на Палама е възприета от Православната църква, докато Римокатолическата църква не заема ясна позиция.